# Mysz macedońska
Mysz macedońska (Mus macedonicus) – gatunek gryzonia z rodziny myszowatych (Muridae), występujący na Półwyspie Bałkańskim i na Bliskim Wschodzie.

## Klasyfikacja
Gatunek został opisany naukowo w 1983 roku przez B. Pietrowa i A. Ružić. Należy do podrodzaju nominatywnego Mus.

## Morfologia
Długość ciała (bez ogona) 65–98 mm, długość ogona 56–82 mm, długość ucha 9–16 mm, długość tylnej stopy 12–18 mm; masa ciała 11–30 g (samice są cięższe od samców).

## Biologia
Myszy macedońskie żyją w Bułgarii, Macedonii Północnej, Grecji, w Turcji, Syrii, Libanie, Izraelu i Palestynie, na północy Iraku i Jordanii, na Kaukazie Południowym, oraz na zachodzie Iranu. Mysz macedońska jest sympatryczna, choć nigdy nie syntopiczna, z myszą domową, a w wąskim pasie nad Morzem Czarnym występuje sympatrycznie z myszą południową. Tworzy klad z myszą domową, południową i śródziemnomorską. Zamieszkuje różnorodne obszary, w tym farmy, sady, gaje oliwne, obrzeża dróg, piaszczyste wydmy, suche zarośla śródziemnomorskie, wadi i brzegi rzek. Unika gęstych lasów i terenów zamieszkanych przez ludzi. Występuje od poziomu morza do wysokości 500 m n.p.m., na terenach na których roczna suma opadów nie jest niższa niż 400 mm.

## Populacja
Mysz macedońska ma szeroki zasięg występowania i bywa bardzo liczna. Populacja jest stabilna. Nie są znane zagrożenia dla gatunku, gryzonie te występują także w obszarach chronionych; jest ona uznawana za gatunek najmniejszej troski.